# روبسون بامبو
روبسون بامبو (مواليد 12 نوفمبر 1997) هو لاعب كرة قدم برازيلي يلعب كمدافع في نادي نيس.

## روابط خارجية
- روبسون بامبو على موقع إي إس بي إن إف سي (الإنجليزية)
- روبسون بامبو على موقع قاعدة بيانات كرة القدم.إي يو (الإنجليزية)
- روبسون بامبو على موقع ليكيب (الفرنسية)
- روبسون بامبو على موقع Soccerbase.com (لاعب) (الإنجليزية)
- روبسون بامبو على موقع Soccerway.com (الإنجليزية)
- روبسون بامبو على موقع عالم كرة القدم.نت (الإنجليزية)
- روبسون بامبو على موقع AS.com (الإسبانية)